# Žim
Žim település Csehországban, Teplicei járásban. Žim Velemín, Bořislav, Habrovany és Řehlovice településekkel határos. Lakosainak száma 241 fő (2024. január 1.).

## Népesség
A település lakosságának változását az alábbi diagram mutatja:
| Lakosok száma | 298  | 248  | 310  | 262  | 162  | 132  | 164  | 188  | 222  | 241  |
|               | 1869 | 1890 | 1921 | 1950 | 1980 | 2001 | 2017 | 2019 | 2022 | 2024 |